# Курт Оппенлендер
Курт Оппенлендер (нім. Kurt Oppenländer; 11 лютого 1892, Ульм — 17 березня 1947, Гарміш-Партенкірхен) — німецький воєначальник, генерал-лейтенант вермахту. Кавалер Лицарського хреста Залізного хреста.

## Біографія
В 1911 році вступив в армію. Учасник Першої світової війни. Після демобілізації армії залишений в рейхсвері. З серпні 1939 року — командир 460-го піхотного полку. Учасник Французької кампанії. З жовтня 1940 року — командир 420-го піхотного полку 125-ї піхотної дивізії. Учасник Балканської кампанії і Німецько-радянської війни. 12 вересня 1941 року важко поранений осколком, але залишився в своєму полку. В жовтні здав командування і вирушив у Фрайбург на лікування. З 12 квітня 1942 року — командир 305-ї піхотної дивізії. 1 листопада 1942 року відправлений в резерв 5-го військового округу у зв'язку з важкою хворобою, за іншими даними — через вимогу припинити операцію «Губертус» у зв'язку з високими втратами. З 1 серпня 1943 року — комендант Кракова. З 1 серпня 1944 року — командир 198-ї піхотної дивізії, проте через 5 днів відправлений в резерв фюрера у зв'язку з фізичним і нервовим виснаженням. Восени 1944 року, перебуваючи в стані сильного алкогольного сп'яніння, перервав захід Націонал-соціалістичної жіночої організації, за що отримав судовий позов у зв'язку з дискримінацією армії. В лютому 1945 року процес припинили. В березні генерал-фельдмаршал Вільгельм Кейтель засудив Оппенлендера до 7 діб домашнього арешту, а 30 червня він мав бути звільнений з армії без права носіння форми. В кінці війни потрапив в американський полон, де і помер.

## Нагороди
- Залізний хрест 2-го і 1-го класу
- Орден Альберта (Саксонія), лицарський хрест 2-го класу з мечами
- Орден «За військові заслуги» (Вюртемберг), лицарський хрест
- Почесний хрест ветерана війни з мечами
- Медаль «За вислугу років у Вермахті», 4-го, 3-го, 2-го і 1-го класу (25 років)
- Застібка до Залізного хреста 2-го і 1-го класу
- Сертифікат Пошани Головнокомандувача Сухопутних військ Вермахту (4 жовтня 1941)
- Німецький хрест в золоті (14 січня 1942)
- Лицарський хрест Залізного хреста (25 липня 1942)